# Мамона

Поклоніння Мамоні, картина Евелін де Морган

Мамо́на (англ. Mammon) — слово, яке вжито в Євангеліях (Матвія 6:24, Луки 16:13) та в талмудійському словнику в негативному значенні: «багатство, земні блага», оскільки людина на них покладає свою надію і прив'язана до них. В Новому Заповіті євангелісти застерігають вірян від служби мамоні:
| Матвія 6:24: Не можете Богові служити й мамоні |
| Луки 16:13: Не можете Богові й мамоні служити! |